# Jamaika-Waldralle
Die Jamaika-Waldralle (Amaurolimnas concolor concolor), auch als Jamaika-Einfarbralle bezeichnet, ist die ausgestorbene Nominatform der Einfarbralle (Amaurolimnas concolor). Sie war auf Jamaika endemisch.

## Merkmale
Die Jamaika-Waldralle erreichte eine Größe von 25 Zentimetern. Die Flügellänge betrug 119 bis 127 Millimeter, die Lauflänge 43 bis 46 Millimeter und die Schnabelfirstlänge 25 bis 30 Millimeter. Das Gefieder war überwiegend rotbraun gefärbt. An den Schultern und den Flügeldecken war die Färbung klarer und mehr kastanienbraun. Die Alula und die Federkiele waren sepiafarben. Die inneren Armschwingen, der Rücken und die Schwanzfedern waren kastanienbraun. Die Handschwingen waren grau. Der Oberkopf und der Nacken waren olivbraun verwaschen. Die Stirn war etwas rötlich. Die Zügel und die Gesichtsseiten waren stumpf rötlich. Die Ohrdecken waren bräunlicher. Die Halsseiten und die Unterseite des Körpers waren stumpf rötlich kastanienfarben. Kinn, Brustmitte und Bauch waren weißlich.  Die Körperflanken, Oberschenkel und Unterschwanzdecken waren wein-kastanienfarben. Die Unterflügeldecken und die Achselfedern waren olivbraun mit einer leichten rötlichen Tönung. Der Schnabel war gelblich grün. Der Schnabelfirst war schwarz. Die Füße waren stumpf purpurrot oder rosa. Die Iris war zinnoberrot. Die Geschlechter sehen gleich aus. Die Jungvögel sahen den Altvögeln ähnlich. Bei ihnen war die Oberseite düsterer und weniger kastanienbraun. Die Unterseite war weinbraun mit weißen Schaftstreifen an Kehle und Brust. Die Brustmitte und die Oberschenkel waren aschfahl.

## Lebensraum
Die Jamaika-Waldralle bewohnte Süßwassersümpfe und abgelegene Flussgebiete im Binnenland. Sie war jedoch auch in höheren Gebirgslagen zu beobachten.

## Lebensweise
Die Jamaika-Waldralle war ein scheuer und versteckt lebender Vogel. Sie war zwar flugfähig, da ihr Flug jedoch schwerfällig und mühselig war, bevorzugte sie es eher zu rennen. Angaben zum Brutverhalten liegen nicht vor.

## Aussterben
Das letzte bekannte Exemplar der Jamaika-Waldralle wurde 1881 gesammelt. Seit 1890 gilt sie als ausgestorben. Als Ursache wird die Nachstellung durch Mungos, Katzen und Ratten angenommen.